# Vacances au cirque
Pour plus de détails, voir Fiche technique et Distribution.
Vacances au cirque (Circus Boy) est un moyen métrage britannique pour enfants co-écrit et réalisé par Cecil Musk en 1947.

## Synopsis
Parce que le trac l'a saisi devant les yeux des spectateurs rivés sur lui, le jeune Michael Scott qui représentait son école dans une compétition de natation, a échoué lamentablement. Ses parents - et surtout sa mère, ancienne artiste de cirque qui connut les mêmes problèmes dans sa jeunesse - s'efforcent de lui remonter le moral. En vain pour le moment. Le salut viendra peut-être d'un séjour d'un mois au cirque où Mrs. Prada, autrefois partenaire de sa mère - a mis au point un numéro de funambules avec ses deux enfants, Florence et George. L'amitié pour ces deux jeunes fildeféristes pousse Michael à s'essayer à leur discipline.

## Fiche technique
- Titre : Vacances au cirque
- Titre original : Circus Boy
- Réalisation : Cecil Musk
- Assistant-réalisateur : Jack Krantz
- Scénario : Cecil Musk, Mary Carthcart Borer, d'après l'histoire de Patita Nicholson
- Production : Children's Entertainment Films, Gaumont British Instructional, Merton Park
- Producteur : Frank A. Hoare
- Distribution : General Film Distributors
- Directeur de la photographie : A.J. Dinsdale
- Direction musicale : John Bath
- Décors : John Haslam
- Montage : Eric Hodges
- Son : Sidney Rider, Charles Tasto
- Procédé : 35mm (positif & négatif), noir et blanc, son mono, 1,37
- Dates de sortie :
  -  Royaume-Uni : août 1947
  -  France : 10 janvier 1951

## Distribution
- James Kenney : Michael Scott
- Florence Stephenson : Florence Prada
- George Stephenson : George Prada
- Gwen Bacon : Mme. Scott
- Eric Gadd : M. Scott
- Gwen Llewellyn : Mme. Prada
- Robert Raglan : Trevor
- Denver Hall : Bailey